# Réserve intégrale Boulder Creek
La réserve intégrale Boulder Creek (anglais : Boulder Creek Wilderness) est une aire sauvage de 77 km2 située dans l’Oregon au nord-ouest des États-Unis. Créée en 1984, elle s'étend au sein de la chaine des Cascades. De nombreux sentiers de randonnées arpentent la zone.

## Géographie
L'altitude varie entre 500 et 1 700 m. La zone protège le cours d'eau Boulder Creek et ses affluents avant qu'il ne se jette dans la North Umpqua River.

### Géologie
De nombreux signes d'une activité volcanique sont presents dans le parc avec notamment des roches basaltiques et andésitiques. L'histoire géologique des roches de la région remonte à environ 30 millions d'années.

## Milieu naturel
Le Pin ponderosa domine la forêt primaire qui couvre la zone. En 1996, un incendie s'est déclaré sur une grande partie du territoire de la zone. Les scientifiques analysent depuis les effets à long terme de ce genre de sinistre.

### Référence
1. ↑  (en) « Wilderness Acreage Breakdown for The Boulder Creek Wilderness », sur Wilderness.net (consulté le 9 mars 2010)
2. ↑  (en) « Boulder Creek Wilderness: Applicable Wilderness Law(s) », sur Wilderness.net (consulté le 9 mars 2010)
3. 1 2  (en) Boulder Creek Wilderness - Umpqua National Forest, US Forest Service
4. 1 2  (en) Boulder Creek Wilderness, Oregon - GORP
5. 1 2 3  Boulder Creek Wilderness - Wilderness.net